# Arctostaphylos cruzensis
Arctostaphylos cruzensis là một loài thực vật có hoa trong họ Thạch nam. Loài này được Roof mô tả khoa học đầu tiên năm 1962.

## Hình ảnh

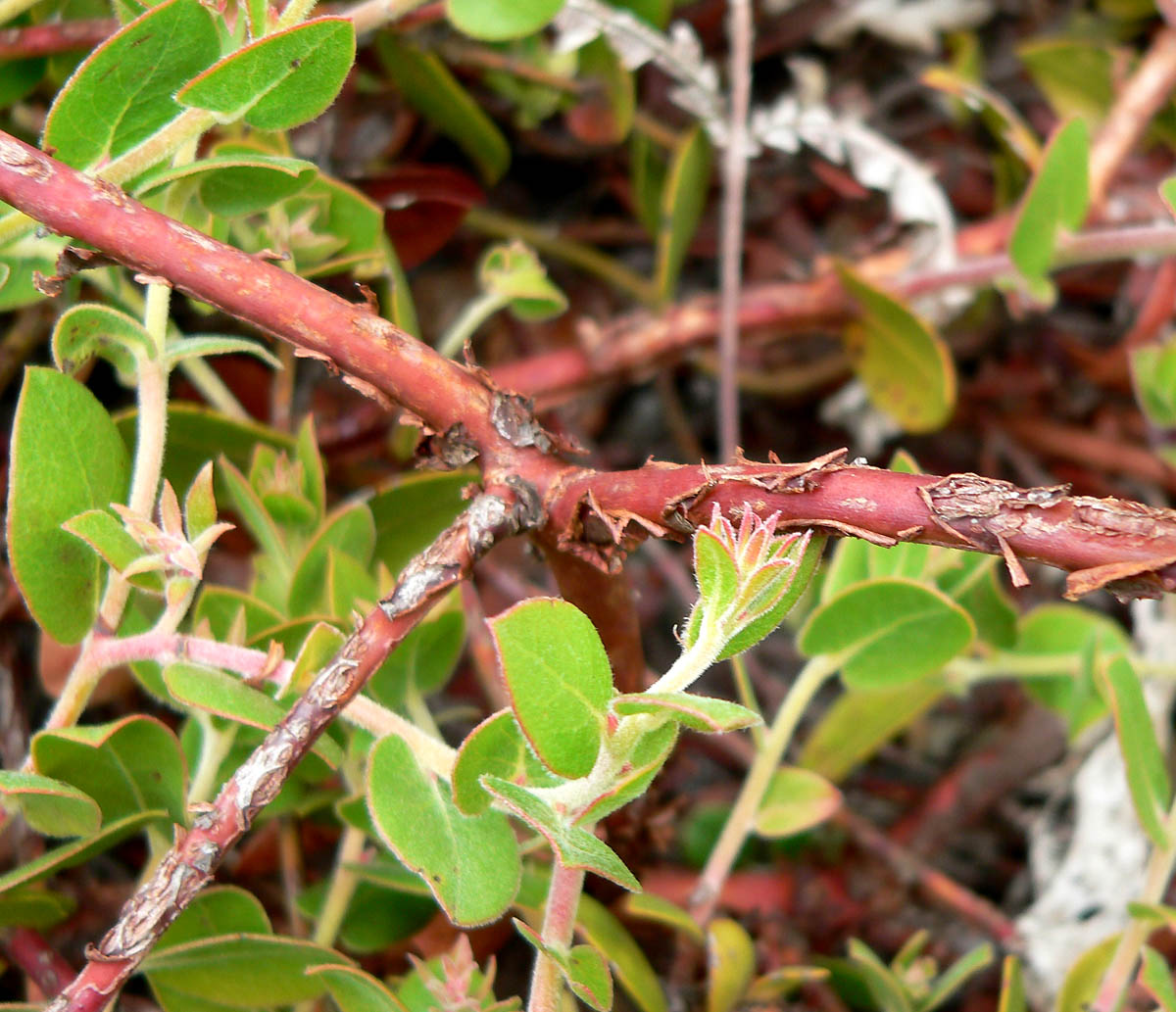
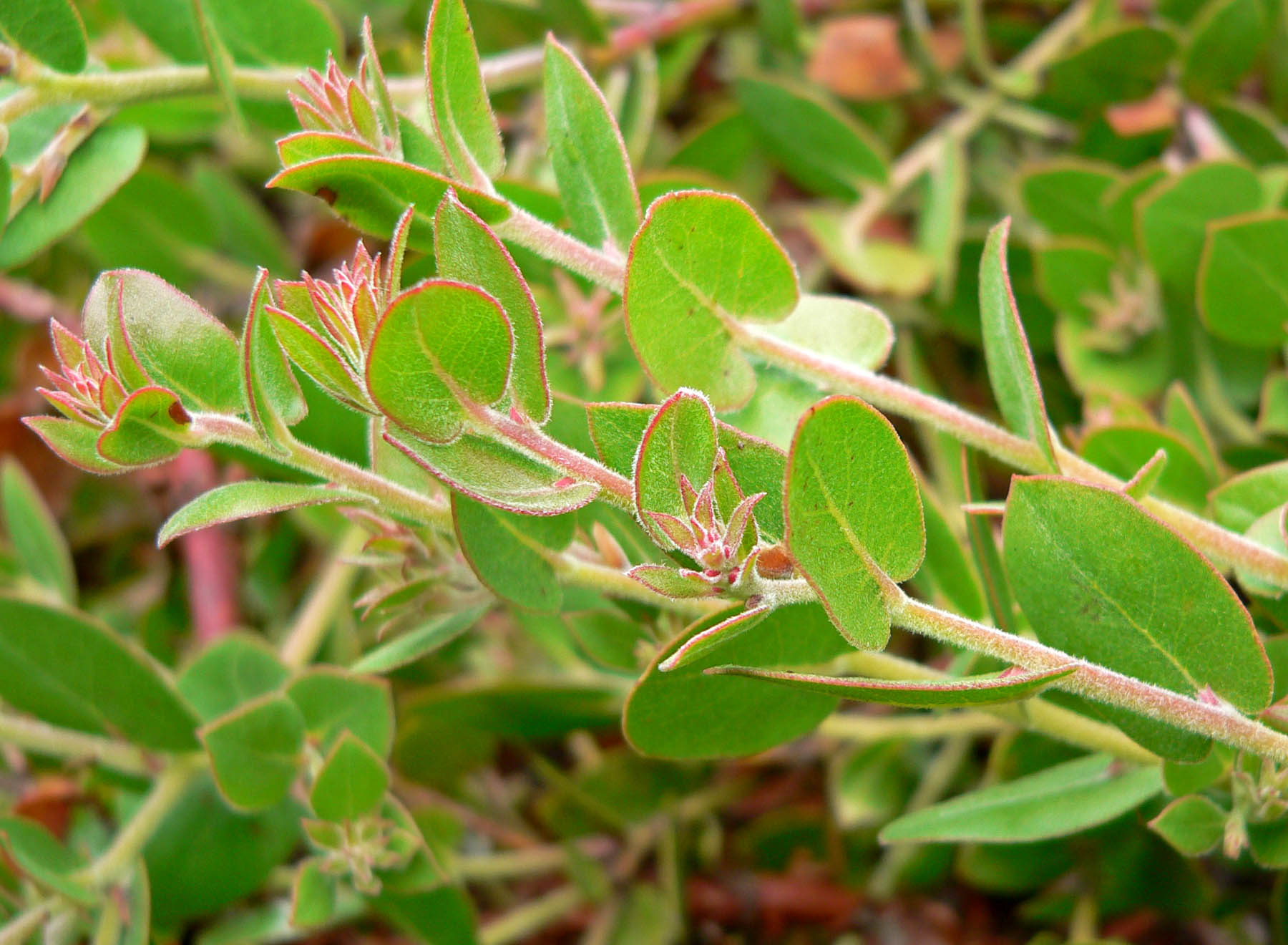